# Радищевское городское поселение (Ульяновская область)
Ради́щевское городско́е поселе́ние — муниципальное образование в составе Радищевского района Ульяновской области. Административный центр — рабочий посёлок Радищево. 

## Население
| 2010  | 2012  | 2013  | 2014  | 2015  | 2016  | 2017  |
| ----- | ----- | ----- | ----- | ----- | ----- | ----- |
| 6043  | ↘5861 | ↘5729 | ↘5628 | ↘5530 | ↘5486 | ↘5417 |
| 2018  | 2019  | 2020  | 2021  |       |       |       |
| ↘5324 | ↘5265 | ↘5247 | ↘5140 |       |       |       |

## Состав городского поселения
В состав поселения входят 8 населённых пунктов: 1 рабочий посёлок, 5 сёл и 2 деревни.
| № | Населённый пункт | Тип населённого пункта                  | Население |
| - | ---------------- | --------------------------------------- | --------- |
| 1 | Адоевщина        | село                                    | 684       |
| 2 | Белогоровка      | деревня                                 | 0         |
| 3 | Богдановка       | деревня                                 | 8         |
| 4 | Воскресеновка    | село                                    | 183       |
| 5 | Новая Дмитриевка | село                                    | 446       |
| 6 | Радищево         | рабочий посёлок, административный центр | ↘3933     |
| 7 | Рязановка        | село                                    | 73        |
| 8 | Чауши            | село                                    | 51        |

## Местное самоуправление
Главой поселения является Щелков Александр Алексеевич.